# Socialismo: un análisis económico y sociológico
Socialismo: un análisis económico y sociológico es un libro del economista austriaco y pensador liberal Ludwig von Mises, publicado por primera vez en alemán por el editor Gustav Fischer Verlag en Jena en 1922 con el título Die Gemeinwirtschaft: Untersuchungen über den Sozialismus. Fue traducido al inglés de la segunda edición alemana revisada (Jena: Gustav Fischer Verlag, 1932) por J. Kahane y publicada por Jonathan Cape en Londres en 1936. En 1951, la traducción fue revisada con la ayuda del autor y publicada por Yale University Press en New Haven con la adición de un epílogo de Mises, publicado originalmente en 1947 como «Caos planificado» por la Foundation for Economic Education (Irvington, NY).

## Historia de publicación
En alemán
- Die Gemeinwirtschaft: Untersuchungen über den Sozialismus, Jena: Gustav Fischer Verlag, 1922.
- Die Gemeinwirtschaft: Untersuchungen über den Sozialismus, Jena: Gustav Fischer Verlag, 1932.
- Die Gemeinwirtschaft: Untersuchungen über den Sozialismus, Auburn, AL: Ludwig von Mises Institute, 2007. (reimpresión de la segunda edición alemana)

En sueco
- Kapitalism och socialism i de liberala idéernas belysning. Stockholm: Norstedt, 1930.

En inglés
- Socialism: An Economic and Sociological Analysis. London: Jonathan Cape, 1936
- Socialism: An Economic and Sociological Analysis. New Haven: Yale University Press, 1951.
- Socialism: An Economic and Sociological Analysis. London: Jonathan Cape, 1969
- Socialism: An Economic and Sociological Analysis. Indianapolis, IN: Liberty Fund, 1981. ISBN 0-913966-63-0.
- Socialism: An Economic and Sociological Analysis. Auburn, AL: Ludwig von Mises Institute, 200x. ISBN 0-913966-62-2.

En italiano
- Socialismo: analisi economica e sociologica. Milano: Rusconi, 1990. ISBN 9788818920024

En ruso
- Sot︠s︡ializm: ėkonomicheskiĭ i sot︠s︡iologicheskiĭ analiz. Moskva: Obshchestvo "Catallaxy", 1994, 199). ISBN 9785863660226

En turco
- Sosyalizm: İktisadi ve sosyolojik bir tahlil. Ankara: Liberte Yayınları, 2007. ISBN 9789756201190

En chino
- 社会主义 : 经济与社会学的分析 / She hui zhu yi : Jing ji yu she hui xue de fen xi. 中国社会科学出版社, Beijing : Zhongguo she hui ke xue chu ban she, 2008. ISBN 9787500469261

## Reseñas
- Van Sickle, John V (1923). «Review of Ludwig von Mises, Die Gemeinwirtschaft, Untersuchungen über den Sozialismus». The American Economic Review 13 (3): 533-536. JSTOR 1804583.
- Schwiedland, E (1923). «Review of Ludwig von Mises, Die Gemeinwirtschaft. Untersuchungen über den Sozialismus». The Economic Journal 33 (131): 406-408. JSTOR 2223056. doi:10.2307/2223056.
- Stamp, J. C. (1937). «Review of Ludwig von Mises, Socialism – An Economic and Sociological Analysis». Economica. New Series 4 (14): 223-225. JSTOR 2548660. doi:10.2307/2548660.
- Knight, Frank H. (1938). «Review of Ludwig von Mises, Socialism: An Economic and Sociological Analysis». The Journal of Political Economy 46 (2): 267-269. JSTOR 1827341. doi:10.1086/255208.
- Heimann, Eduard (1938). «Review of Ludwig von Mises, Socialism: An Economic and Sociological Analysis». Annals of the American Academy of Political and Social Science 195: 233-235. JSTOR 1021166.
- Hayes, H. Gordon (1937). «Review of J. Casey, The Crisis in the Communist Party and L. von Mises, Socialism: An Economic and Sociological Analysis». The American Economic Review 27 (3): 624-625. JSTOR 1802093.